# Nucet (Dâmbovița)
Nucet é uma comuna romena localizada no distrito de Dâmbovița, na região de Muntênia. A comuna possui uma área de 326.25 km² e sua população era de 4243 habitantes segundo o censo de 2007.